# Silvije Strahimir Kranjčević

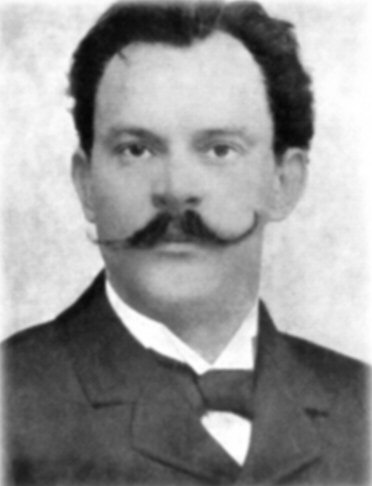
Silvije Strahimir Kranjčević

Silvije Strahimir Kranjčević var en kroatisk skald. Han föddes 17 februari 1865 i Senj, och dog 29 oktober 1908 i Sarajevo. Efter hans död uppförde den kroatiska kulturföreningen Napredak en minnessten till hans minne och på denna sten gjorde skulptören Rudolf Valdec en relief som kallas Genij sputanih krila (ett geni med hämmade vingar).  
Kranjčević blev folkskollärare i Bosnien, anställdes vid lärarseminariet i Sarajevo och redigerade en tid den bosniska tidskriften "Nada". Han åtnjöt en avundsvärd frihetsnivå och på grund av den samlades de mest framstående kroatiska författarna kring Nada och den blev den viktigaste litterära tidningen under den moderna genombrottet. Han började skriva dikter när han fortfarande gick på gymnasiet. Sin första dikt Zavjet publicerade han i augusti 1883 i tidningen Hrvatska vila (undertecknad som Silv. Kr.). Som författare debuterade han 1885 med diktsamlingen Bugarkinje (huvudsakligen slavisk-patriotiska ämnen). Hans 25 år långa produktion grundade sig på tre fästpunkter: hemlandet - människan - gud. Diktsamlingen Bugarkinje mottogs med positiv respons. Milivoj Šrepel skrev en recension om den i tidningen Vienac, med mycket uttryckliga beröm. Šrepel förutsåg att det på Kranjčevićs litterära väg “växer bitter malört istället för lager, och det är därför att det ofta förekommer skarp sarkasm och kall ironi i hans verk.” Därpå följde djuptänkta reflexionsdikter i samlingen Izabrane pjesme (1898) och Trsaji (1902).             
Hans sista samling Pjesme gavs ut 1908. Mellan åren 1888 och 1893 nådde han sin fulla poetiska mognad och det var hans mest produktiva period i livet. Under den tiden författades de välkända dikterna Ditiramb, Angelus, Iza spuštenijeh trepavica (1892.), Mojsije, Lucida intervalla (1893.), och sedan även Mramorna Venus (1894.), Anđeo bola, Heronejski lav (1895.), Misao svijeta, Zadnji Adam (1896.), Resurrectio, Moj dom (1897.), Sveljudski hram (1901.) och andra. 
Som poet var han intresserad av alla bekymrer och besvärligheter som hans folk hade. Han uttryckte dem med hjälp av bibliska och antika liknelser och symboler från den kristna och judiska historien. Deras allegoriska natur använde han för att ta itu med människors grundläggande frågor om universum, livet, disharmonin mellan våra ideal och vår verklighet, människors och naturens mening, om tron, kyrkan, gud, döden, kärleken och sorgen, synden och lyckan, rättvisan, friheten. Han behandlar tema som t.ex. frågor om den tragikomiska världen om vilken varken han eller hans stora litterära förebild Heine aldrig riktigt visste om den var ett vanligt sjukhus eller ett mentalsjukhus. De visioner som genomsyrar hans poesi kom från den mörka verkligheten Kroatien befann sig i under Károly Khuen-Hédervárys välde. Allt lidande hans förtryckta hemland och förnedrade folk uthärdade upplevde han med förtvivlan och en poetisk känsla som var så intensiv att dess räckvidd översteg gränserna för den jordiska verkligheten. Den kosmiska dimensionen av hans poesi, är faktiskt inget annat än ett smärtsamt eko och projektion av kroatisk olycka. Det härrör från världens disharmoni - och slutar i världens disharmoni.
Fysiskt lidande under hans sista år gjorde att Kranjčević alltmer hemföll åt resignation, skepsis och pessimism, som tog sig vackra uttryck i hans diktning. Han framstod därigenom som en synnerligen originell och modern skald. I den dramatiserade allegorin Prvi grijeh (Den första synden, 1893) och i smärre poem ("Eli! Eli! Lamâ azâvtani?" och Den siste Adam) behandlas den religiösa världsfrågan och kristendomens ställning till den historiska utvecklingen i poetisk form. 
Han översatte från tyska och engelska, och hans verk översattes till bulgariska, tjeckiska, esperanto, franska, ungerska, makedonska, tyska, polska, ryska, slovakiska, slovenska och italienska.

## Samlade verk
Kranjčevićs poetiska samlade verk består av 421 publicerade dikter. Majoriteten publicerades i fyra diktsamlingar, medan en del publicerades postumt i ett urval av dikter. Hans prosaverk publicerades postumt i samlingen Pjesnička proza (1912.). Kranjčevićs prosa är inte lika betydelsefull som hans poesi, och samlingen Pjesnička proza lyfter fram novellerna Prvi honorar, Žena, Tko će osloboditi narod…?, Priča iz pradavnih vremena och särskilt oratoriet Prvi grijeh, som skrevs 1893.
Oratoriet tonsattes 1907 av Ivan Zajc. Kranjčević lämnade ett utkast och de första scenerna av det aktuella sociala dramat Za drugoga i manuskriptet innan han dog. Enligt detta utkast och på begäran av Kranjčevićs fru skrev Milan Ogrizović ett drama. Detta drama erbjöd Ogrizović till Zagrebs teater 1910, men det uppfördes inte eftersom censuren inte tillät det.